# Theta Andromedae
Theta Andromedae (24 Andromedae) é uma estrela na direção da constelação de Andromeda. Possui uma ascensão reta de 00h 17m 05.54s e uma declinação de +38° 40′ 54.0″. Sua magnitude aparente é igual a 4.61. Considerando sua distância de 253 anos-luz em relação à Terra, sua magnitude absoluta é igual a 0.16. Pertence à classe espectral A2V. É uma estrela variável suspeita.